# Andor Lóránd
Andor Lóránd (Budapest, Józsefváros, 1906. január 8. – Budapest, 1966. november 17.) festő, grafikus, karikaturista.

## Életútja
Andor (Anhäupl) Albert (1871–1924) könyvelő és Petrich Irma Ilona fiaként született. 1924 és 1928 között a Magyar Képzőművészeti Főiskolán tanult, ahol középiskolai rajztanári oklevelet szerzett. Mestere Rudnay Gyula volt. 1928 és 1933 között ösztöndíjjal volt a Magyar Képzőművészeti Főiskola továbbképzős hallgatója, ezzel egyidejűleg pedig Megyer-Meyer Antal mellett volt tanársegéd az iparművészeti, Varga Nándor Lajos mellett pedig a grafikai tanszéken. 1930-tól a székesfehérvári Ybl Miklós Gimnáziumban tanított 1936-ig, majd ezt követően a Magyar Nemzeti Múzeumnál dolgozott, mint az őslénytár restaurátora. A Magyar Nemzeti Múzeum kiállítási termeiben megtalálhatók nagyméretű akvarelljei, illusztrált több szépirodalmi és természettudományi kiadványt is. Tasnádi Kubacska András publikációit is illusztrálta, de karikatúrákat is készített.
Felesége Kaldrovits Irén, fia Andor András.

## Egyéni kiállítások
- 1950 • Afrika állatvilága, Magyar Nemzeti Múzeum, Budapest
- 1954, 1956 • Móra Ferenc Múzeum, Szeged (al secco technikájú képek)
- 1960 • Magyar Nemzeti Múzeum, Budapest (freskótervek)
- 1962 • Kecskemét
- 2007 • Budapest, Rákóczi Gimnázium (emlékkiállítás)